# Kuroko’s Basketball
Kuroko’s Basketball (jap. 黒子のバスケ, Kuroko no Basuke, alternativ Kuroko no Basket) ist eine Manga-Serie von Tadatoshi Fujimaki. Sie ist in die Genres Comedy, Drama und Sport einzuordnen und erschien von 2008 bis 2014 im Magazin Weekly Shōnen Jump. Der Manga wurde vom Studio Production I.G als Anime-Fernsehserie adaptiert und von April 2012 bis Januar 2015 in drei Staffeln ausgestrahlt. 2014 bis 2016 erschien eine Mangafortsetzung mit dem Titel Kuroko's Basketball: Extra Game, die auch als Film erschienen ist.
Die Handlung zeigt die Entwicklung des jungen Basketballteams der Seirin High School aus Tokio mit den beiden sechzehnjährigen Hauptcharakteren Tetsuya Kuroko und Taiga Kagami im Zentrum.

## Handlung
Die Handlung spielt im Japan der Gegenwart. Das Team der Teikō Middle School beherrschte seit Jahren den Schulbasketball. Besonders das letzte Basketballteam Teikōs war mit außergewöhnlichen Spielern besetzt, die alle anderen derart überragten, dass man sie die Generation der Wunder (Kiseki no Sedai) genannt hat. Es handelt sich um Ryota Kise (der jeden Spielzug direkt kopieren kann), Shintaro Midorima (ein 3-Punkte-Experte, dessen Reichweite das gesamte Spielfeld ist), Daiki Aomine (ein begnadeter Techniker mit großer Athletik), Atsushi Murasakibara (ein hünenhafter Center und Defensivexperte mit sehr schnellen Reflexen) und den Teamcaptain Seijuro Akashi (der fast jeden Spielzug vorhersehen und den Gegner mit seinem Spiel aus dem Konzept bringen kann). Alle fünf spielen nun auf unterschiedlichen High Schools.
Es gab jedoch noch einen sechsten Spieler, der von der Generation der Wunder respektiert wurde und in Spielen immer wieder zum Einsatz kam. Es handelt sich dabei um Tetsuya Kuroko, der athletisch und technisch nicht mit den anderen fünf Spielern mithalten konnte, sich aber als genialer Passgeber erwies und sich sehr spezialisiert hat. Durch seine unscheinbare Präsenz (nicht nur) auf dem Spielfeld und durch sehr schnelle, kurze Passspiele konnte er fast wie ein Phantom agieren und ermöglichte so ungewöhnliche Spielzüge; zudem hatte er sich auf Steals spezialisiert. Der Nachteil seiner Technik war allerdings, dass sich dieser Effekt mit anhaltender Spieldauer abnutzte und sich die Gegenspieler schließlich auf ihn einspielen konnten.
Im Gegensatz zu den anderen fünf Spielern der Generation der Wunder entschloss sich Kuroko bewusst dazu, keine High School mit einem bedeutenden Basketballteam zu besuchen, was ihm besonders Midorima übelnahm. Kuroko hat jedoch im letzten Jahr auf der Teikō Middle School erleben müssen, wie das Team Stück für Stück auseinanderbrach, als die Talente der anderen fünf immer stärker aufblühten. Sie hatten letztlich keine ebenbürtigen Gegner mehr, so dass der gegenseitige Konkurrenzkampf die einzige Motivation für die Spieler wurde, die sich auch charakterlich immer mehr veränderten und gleichzeitig die Liebe zum Spiel verloren. Teamplay wurde immer mehr als Hindernis betrachtet und jeder wollte den anderen übertrumpfen, weshalb sie sich auch unterschiedlichen High Schools anschlossen.
Kuroko hingegen glaubt, dass dies der falsche Weg ist Basketball zu spielen, weshalb er auf die Seirin High School ging, deren ganz auf Teamplay ausgerichtetes Basketballteam er bei einem Spiel beobachtet hat. Dort begegnet er dem gleichaltrigen Taiga Kagami, der zuvor mehrere Jahre in den USA gelebt hat. Kagami ist wie Kuroko ein leidenschaftlicher Basketballspieler, darüber hinaus überaus athletisch und technisch durchaus begabt. Kagami möchte der beste Basketballspieler Japans werden und auch die Generation der Wunder schlagen. Kuroko ist beeindruckt und entschließt sich, Kagami dabei zu unterstützen. Es stellt sich heraus, dass je stärker der Mitspieler von Kuroko ist, dieser umso effektiver agiert und die Leistungen des Mitspielers steigert. Kuroko versteht sich selbst denn auch als Schatten, der das Licht des jeweiligen Mitspielers stärker erstrahlen lässt.
Das junge Basketballteam der Seirin spielt in der Folgezeit während des Winter Cups gegen alle fünf Teams, die Mitglieder der Generation der Wunder in ihren Reihen haben und kann diese schließlich mit dem Teamplay und der individuellen Klasse der eigenen Mitspieler schlagen, wobei Kagami jedes Mal eine entscheidende Rolle als Team-Ass spielt. Dabei verändert Kuroko mit der Zeit auch die Einstellung seiner fünf alten Teamkollegen, die nach und nach akzeptieren, dass sie alleine nicht auf Dauer erfolgreich agieren können, ihre eigenen Teammitglieder respektieren und in ihr Spiel einbinden müssen. Auch charakterlich verändert sich die Generation der Wunder, nachdem die anderen fünf Spieler ihre Liebe zum Spiel wiedergewinnen und sich untereinander wieder so akzeptieren, wie zu Beginn ihrer Zeit auf der Teikō Middle School.

## Buchveröffentlichungen
Die Mangaserie erschien von Dezember 2008 bis September 2014 im Magazin Weekly Shōnen Jump des Verlags Shūeisha in Japan. Die Einzelkapitel wurden auch in 30 Sammelbänden herausgebracht. Der letzte der Bände verkaufte sich in den ersten drei Wochen über 565.000 mal. Von März 2011 bis Mai 2014 erschien beim gleichen Verlag eine Adaption als Light Novel, die von Sawako Hirabayashi geschrieben und Tadatoshi Fujimaki illustriert wurde. Die Reihe mit dem Titel Kuroko no Basuke Replace erreichte fünf Bände und wurde 2015 ihrerseits als Manga adaptiert. Diese von Ichirō Takahashi gezeichnete Serie erschien im Magazin Shonen Jump+. Eine ebenfalls von Fujimaki geschriebene und gezeichnete Fortsetzung mit dem Titel Kuroko no Basuke Extra Game erschien von 2014 bis 2016 im Magazin Jump Next und danach in Form eines Sammelbandes. Dieser verkaufte sich fast 600.000 mal in den ersten vier Wochen.
Auf Deutsch erscheint der Manga seit Mai 2025 in bisher zwei Doppelbänden bei Manga Cult (Stand Juni 2025). Der Manga erschien bei Viz Media auf Englisch, bei Kazé auf Französisch, bei Editorial Ivréa auf Spanisch und bei Waneko auf Polnisch und wurde auch ins Portugiesische und Chinesische übersetzt.

## Anime-Adaptionen
Beim Studio Production I.G entstand von 2012 bis 2015 eine Adaption des Mangas als Anime-Fernsehserie in drei Staffeln. Regie führte Shunsuke Tada und für das Gesamtkonzept war Noboru Takagi verantwortlich. Das Charakterdesign stammt von Yoko Kikuchi und die künstlerische Leitung lag bei Shinya Mita.
Die Serie wurde ab dem 7. April 2012 bei MBS erstmals ausgestrahlt. Einige Tage später begann auch die Ausstrahlung bei Animax, Tokyo MX und Nippon BS Broadcasting Corporation. Die letzte Folge wurde von MBS am 30. Juni 2015 gezeigt.
Animoon Publishing gab im Juli 2020 bekannt, die gesamte Serie für eine deutschsprachige Veröffentlichung auf DVD und Blu-ray unter dem Titel Kuroko’s Basketball lizenziert zu haben. Im deutschen Fernsehen begann die Erstausstrahlung im April 2021 auf ProSieben MAXX.

### Synchronisation
| Rolle                | Japanischer Sprecher (Seiyū) | Deutscher Sprecher |
| -------------------- | ---------------------------- | ------------------ |
| Tetsuya Kuroko       | Kenshō Ono                   | Patrick Keller     |
| Taiga Kagami         | Yūuki Ono                    | Adam Nümm          |
| Riko Aida            | Chiwa Saitō                  | Ronja Peters       |
| Junpei Hyuga         | Yoshimasa Hosoya             | Roman Wolko        |
| Shinji Koganei       | Takuya Eguchi                | Tim Schwarzmaier   |
| Shun Izuki           | Hirofumi Nojima              | Imme Aldag         |
| Rinnosuke Mitobe     |                              | Phillip Reich      |
| Teppei Kiyoshi       | Kenji Hamada                 | Fabian Oscar Wien  |
| Ryōta Kise           | Ryōhei Kimura                | Julien Haggège     |
| Shintaro Midorima    | Daisuke Ono                  | René Dawn-Claude   |
| Daiki Aomine         | Jun'ichi Suwabe              | Florian Clyde      |
| Atsushi Murasakibara | Ken’ichi Suzumura            | Björn Schalla      |
| Seijuro Akashi       | Hiroshi Kamiya               | Konrad Bösherz     |
| Satsuki Momoi        | Fumiko Orikasa               | Daniela Molina     |
| Yukio Kasamatsu      | Sōichirō Hoshi               | Ricardo Richter    |
| Kazunari Takao       | Tatsuhisa Suzuki             | Fabian Kluckert    |
| Taisuke Ōtsubo       | Kensuke Satō                 | Julian Tennstedt   |
| Shoichi Imayoshi     | Kazuya Nakai                 | Jaron Löwenberg    |
| Tatsuya Himuro       |                              | Tom Raczko         |
| Makoto Hanamiya      |                              | Oliver Bender      |

### Musik
Die Musik zur ersten Staffel stammt von R.O.N und Ryosuke Nakanishi, die zur zweiten und dritten von Yoshihiro Ike. Die Vorspannlieder sind:
- Can Do von Granrodeo
- Rimfire von Granrodeo
- The Other self von Granrodeo
- Hengenjizai no Magical Star von Granrodeo
- Punky Funky Love von Granrodeo
- Zero von Kensho Ono
- Memories von Granrodeo

Die Abspanntitel sind:
- Catalthythm von Oldcodex
- Start it right away von Hyadain
- Walk von Oldcodex
- Fantastic Tune von Kensho Ono
- Glitter Days von Fo'x Tails
- Ambivalence von Screen mode
- Lantana von Oldcodex

Die Musik zur Serie erschien auch auf CD.

### Filme
2016 sind drei Kinofilme erschienen, die die Handlung der drei Staffeln der Fernsehserie zusammenfassen.
2017 erschien der Film Kuroko's Basketball – The Movie: Last Game (劇場版 黒子のバスケ LAST GAME, Gekijouban Kuroko no Baske: Last Game) basierend auf der Mangafortsetzung mit dem Titel Kuroko's Basketball: Extra Game. Er knüpft an das Ende der Serie an und setzt ein, als Kuroko und Kagami ihr zweites Jahr an der Seirin High beginnen. Ein amerikanisches Straßen-Basketballteam mit dem Namen Jabberwock reist nach Japan und tritt in einem Freundschaftsspiel gegen ein japanisches Team an, bestehend aus diversen Rivalen der Serie. Nach einer vernichtenden Niederlage des japanischen Teams verspottet Jabberwock den japanischen Basketballsport, was große Empörung auslöst. Infolgedessen formiert Rikos Vater ein neues Team, die Vorpal Swords, bestehend aus Spielern „Generation der Wunder“ sowie Kuroko und Kagami. Gemeinsam fordern sie das amerikanische Team zu einem Revanche-Spiel heraus, um die Ehre des japanischen Basketballs zu verteidigen.

## Videospiele
Zu Kuroko no Basuke erschienen drei Computerspiele. Das erste Spiel Kuroko no Basuke: Kiseki no Game (黒子のバスケ キセキの試合, Kuroko no Basuke Kiseki no Gēmu) erschien am 9. August 2012 für die PlayStation Portable. Das zweite Spiel Kuroko no Basuke: Shōri e no Kiseki (黒子のバスケ -勝利へのキセキ-) erschien am 20. Februar 2014 für Nintendo 3DS, welches in den ersten vier Tagen über 45.000 mal verkauft wurde. Die Handlung des Spiels ist vor dem Winterturnier angesiedelt und wurde für das Spiel neu entwickelt. Der Spieler tritt mit seiner Mannschaft gegen die Teams aus der Mangaserie an und kann nach erfolgreichem Abschluss des Spiels sich aus den Figuren eine eigene Mannschaft zusammenstellen und die Figuren mit Accessoires wie Brillen und Bärenohren ausstatten. Das dritte Spiel Kuroko no Basuke: Mirai e no Kizuna (黒子のバスケ 未来へのキズナ) erschien am 20. März 2015, ebenfalls für Nintendo 3DS. Die Figur Kuroko tritt außerdem als Unterstützungscharakter im Spiel J-Stars Victory VS auf, welches diverse Helden der Serien aus dem Jump-Manga-Magazin enthält.